# Rocketman
A Rocketman 2019-es életrajzi zenés film, amely Elton John popsztár életén alapul. Rendezte Dexter Fletcher, írta Lee Hall. A főszerepet Taron Egerton játssza Elton John-ként. Jamie Bell Bernie Taupint, Richard Madden John Reidet és Bryce Dallas Howard Sheila Eileent játsszák. A fim Elton életét gyerekkorától kezdve a 80-as évekig mutatja be. A film címét John 1972. évi, a "Rocketman" című dala után nevezték el.

## Cselekmény
A film egy anonim-alkoholisták klubjának termében kezdődik, mikor Elton John besétál a épületbe. A gyerekkoráról kérdezik. A "The Bitch Is Back" című zenéjével válaszol. Innen visszanézve betekintést nyerhetünk ahogy zenékkel meséli el élete történetét a gyerekkorától egészen a 30-as éveiig, ahol a “I'm Still Standing” zenével fejeződik be a film.

## Szereplők
| Szereplő             | Színész              | Magyar hang            |
| -------------------- | -------------------- | ---------------------- |
| Elton John           | Taron Egerton        | Nagy Dániel Viktor     |
| Bernie Taupin        | Jamie Bell           | Ember Márk             |
| John Reid            | Richard Madden       | Dévai Balázs           |
| Ivy                  | Gemma Jones          | Halász Aranka          |
| Sheila Eileen        | Bryce Dallas Howard  | Zakariás Éva           |
| Dick James           | Stephen Graham       | Rába Roland            |
| Stanley Dwight       | Steven Mackintosh    | Epres Attila           |
| Doug Weston          | Tate Donovan         | Miller Zoltán          |
| Ray Williams         | Charlie Rowe         | Szatory Dávid          |
| Fred                 | Tom Bennett          | Bozsó Péter            |
| Elton gyerekként     | Matthew Illesley     | Vida Bálint            |
| Elton kamaszként     | Kit Connor           | Havasi Tamás           |
| Arabella             | Ophelia Lovibond     | Eke Angéla             |
| Kiki Dee             | Rachel Muldoon       | Kis-Kovács Luca        |
| Renate Blauel        | Celinde Schoenmaker  | Mezei Kitty            |
| Elton Dean           | Evan Walsh           | Márfi Márk             |
| Helen Piena          | Harriet Walter       | Tímár Éva              |
| Dave Godin           | Aston McAuley        | Mészáros Béla          |
| Wilson               | Jason Pennycooke     | Kálid Artúr            |
| Arthur               | Jimmy Vee            | Seder Gábor            |
| Bryan                | Benjamin Mason       | Rada Bálint            |
| Geoff Dwight         | Guillermo Bedward    | Kretz Boldizsár        |
| Stephen              | Max Mackintosh       | Csányi Áron            |
| Heather              | Sharmina Harrower    | Hay Anna               |
| Tanácsadó            | Sharon D. Clarke     | Bognár Gyöngyvér       |
| Richard              | Carl Spencer         | Welker Gábor           |
| Pete                 | Leigh Francis        | Turi Bálint            |
| Pultos               | Dickon Tolson        | Horváth-Töreki Gergely |
| Transznemű szobalány | Micah Holmes         | Bercsényi Péter        |
| Mrs. Anderson        | Barbara Drennan      | Ősi Ildikó             |
| Pincér               | Graham Fletcher-Cook | Cs. Németh Lajos       |
| Pincérnő             | Sian Crisp           | Laurinyecz Réka        |
| Rory                 | Rob Callender        | Kenéz Ágoston          |

## A film készítése
A film fejlesztése a 2000-es évek óta zajlott, azelőtt, hogy azt 2013-ban bejelentették volna, amikor a Focus Features megszerezte a filmhez fűződő jogokat, Michael Gracey rendezőt és Tom Hardy színészt  főszereplőnek állították be. Miután Hardy és Gracey elhagyta a projektet a Focus és John közötti kreatív különbségek miatt, amelyek megállították az eredeti termelés indulását 2014 őszén, a projekt több évig elhúzódott, amíg a Paramount Pictures és az New Republic Pictures 2018 áprilisában vette át a forgalmazást, amikor Egerton és Fletcher aláírták a szerződést. A fő fotózás 2018 augusztusában kezdődött, és ugyanebben az évben fejeződött be. John végrehajtó producer volt, míg férje, David Furnish a filmet a Rocket Pictures-en keresztül készítette, Matthew Vaughn Marv films stúdióval közösen.

## A filmben hallható zenék
1. The Bitch Is Back
2. I Want Love
3. Saturday Night’s Alright (For Fighting)
4. Thank You For All Your Loving
5. Border Song
6. Rock And Roll Madonna
7. Your Song
8. Amoreena
9. Crocodile Rock
10. Tiny Dancer
11. Take Me To The Pilot
12. Hercules
13. Don’t Go Breaking My Heart
14. Honky Cat
15. Pinball Wizard
16. Rocket Man
17. Bennie And The Jets
18. Don’t Let The Sun Go Down On Me
19. Sorry Seems To Be The Hardest Word
20. Goodbye Yellow Brick Road
21. I’m Still Standing
22. (I’m Gonna) Love Me Again